# Серро-Эхидо
Серро-Эхидо (исп. Cerro Ejido) — населённый пункт на севере Уругвая, на территории департамента Артигас.

## География
Расположен в северо-восточной части департамента, к западу от реки Куарейм, на расстоянии приблизительно 0,3 километра (по прямой) к югу от города Артигаса, административного центра департамента. Абсолютная высота — 145 метров над уровнем моря. К северу от Серро-Эхидо проходит национальная автомагистраль № 30.

## Население
По данным переписи 2011 года, численность населения составляла 790 человек (418 мужчин и 372 женщины). Имелось 240 домов. Динамика численности населения Серро-Эхидо по годам:
| Год  | Население |
| ---- | --------- |
| 1996 | 177       |
| 2004 | 516       |
| 2011 | 790       |